# Мадрідехос
Мадрідехос (ісп. Madridejos) — муніципалітет в Іспанії, у складі автономної спільноти Кастилія-Ла-Манча, у провінції Толедо. Населення — 11 314 осіб (2010).
Муніципалітет розташований на відстані близько 110 км на південь від Мадрида, 60 км на південний схід від Толедо.

## Демографія
Динаміка населення (INE ):

## Галерея зображень

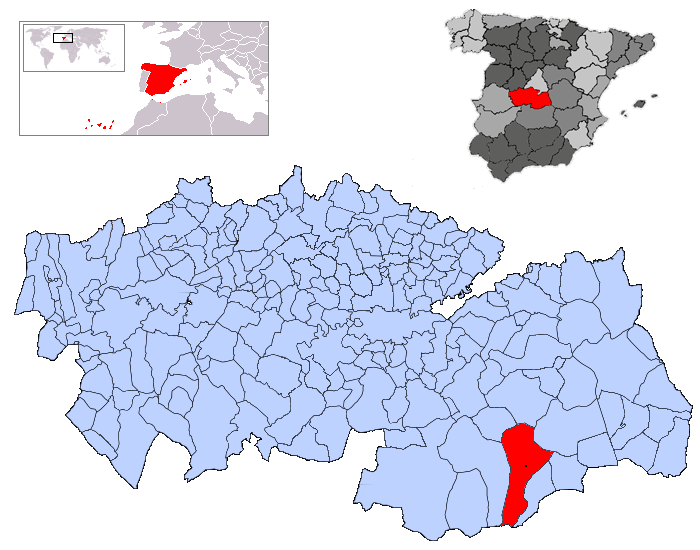
Розташування муніципалітету у провінції Толедо
Церква Ель-Дівіно-СальвадорЦерква Ель-Дівіно-Сальвадор
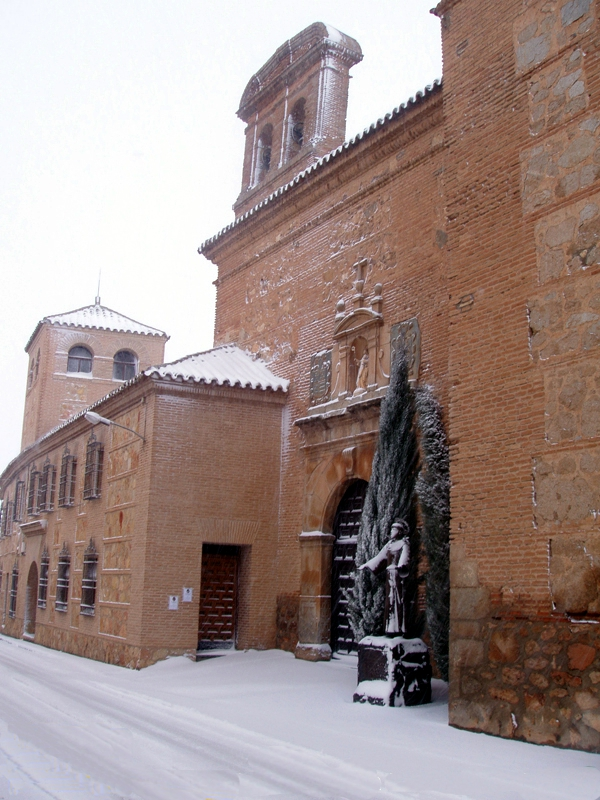
Монастир Санта-Клара
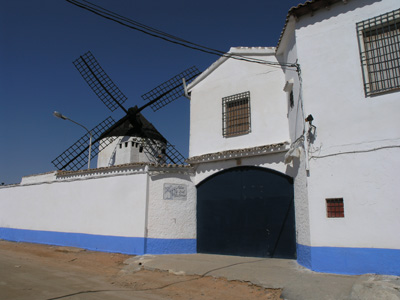
Вітряк "дядька Хенаро", один з найдавніших у Ла-Манчі
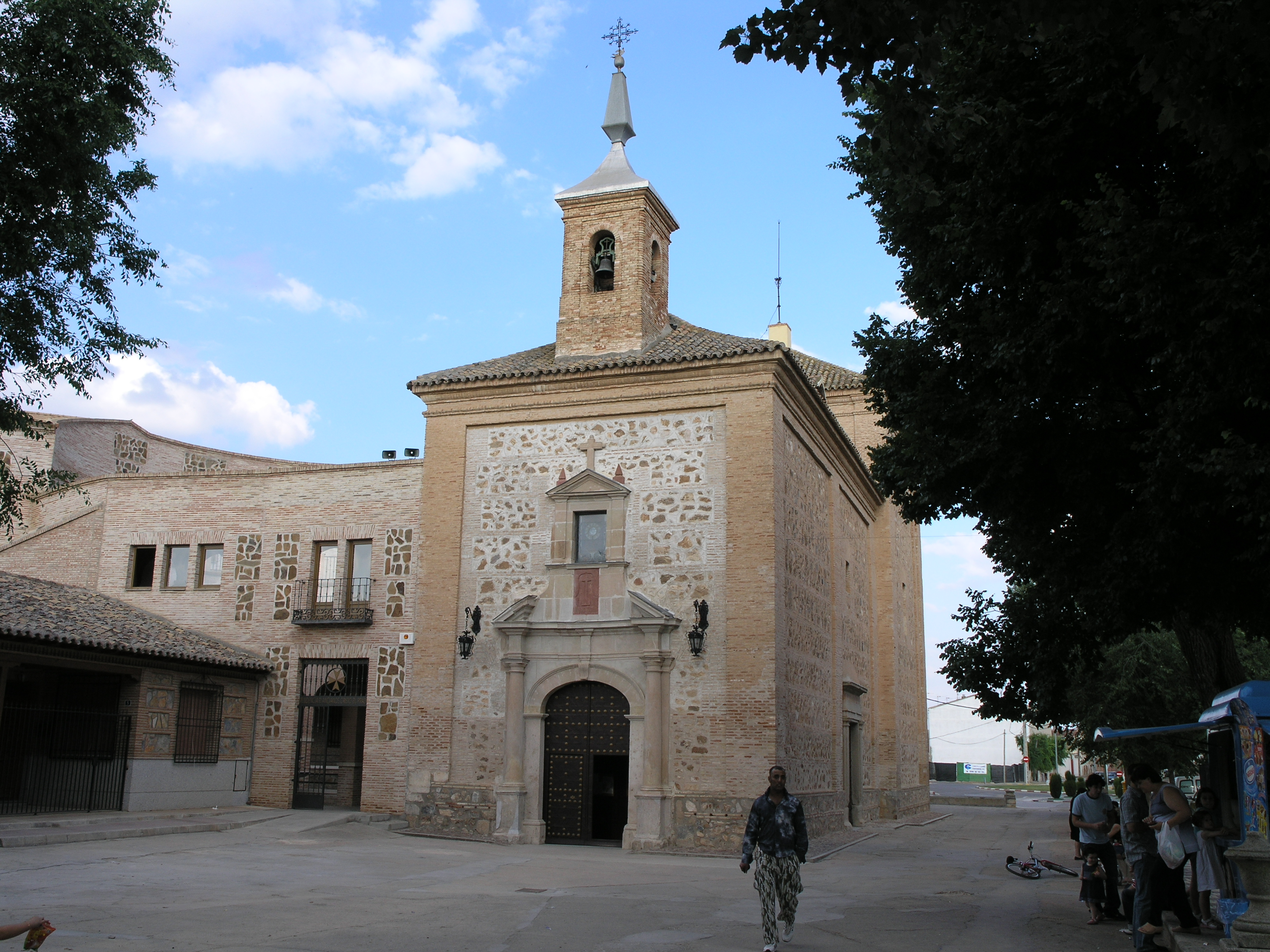
Каплиця Крісто-дель-Пардо